# Bodo-Konyak-Jingpho-Sprachen
Die Bodo-Konyak-Jingpho-Sprachen (kurz Bodo-Konyak-Jingpho) bilden eine Untergruppe der tibetobirmanischen Sprachen, eines Primärzweiges des Sinotibetischen. Die etwa 30 Sprachen werden von 3,7 Millionen Menschen in Nordost-Indien, Nepal, Birma und Südchina gesprochen. Bodo-Konyak-Jingpho besteht aus drei Untergruppen, die allgemein anerkannte genetische Einheiten bilden: dem Bodo-Koch oder Barischen, dem Konyak-Naga und dem Jingpho-Sak oder Kachin-Luisch. Die genetische Einheit des Bodo-Konyak-Jingpho wird von van Driem 2001, Matisoff 2003 und Thurgood 2003 bestätigt.

## Klassifikation und Untereinheiten
- Sinotibetisch
  - Tibetobirmanisch
    - Bodo-Konyak-Jingpho
      - Bodo-Koch oder Barisch (2,3 Mio. Sprecher)
      - Konyak-Naga oder Nord-Naga (300 Tsd. Sprecher)
      - Jingpho-Sak oder Kachin-Luisch (1,1 Mio. Sprecher)